# Clubiona laudabilis
Clubiona laudabilis là một loài nhện trong họ Clubionidae.
Loài này thuộc chi Clubiona. Clubiona laudabilis được Eugène Simon miêu tả năm 1909.